# 마검포항
마검포항은 충청남도 태안군 남면 신온리에 위치한 어항이다. 1995년 10월 30일 지방어항으로 지정되었다. 시설관리자는 태안군수이다.

## 어항구역
마검포항의 어항구역은 다음과 같다.
- 수역 : 마검포섬 서북방 35m 기점 (X=347,020 Y=135,882)으로부터 정서에서 북쪽으로 42° 방향으로 143m, 이 점에서 동북 직각방향으로 500m, 이 점에서 동남 직각방향으로 육지와 그은 선내의 공유수면(580천m2)
- 육역 : 태안군 남면 신온리 1-1, 1-5, 2-28

## 개발계획
2009년 6월 1일 변경된 개발계획의 주요내용은 다음과 같다.
- 개발계획: 방파제 501m, 물양장 176m, 선착장 216.8m, 호안 271.41m, 도로 789.65m, 준설매립 1식, 기타 1식
- 어항기능시설 계획: 기본시설 4,710m2, 보급시설 819.2m2, 어항어구 보전시설 1,880.1m2, 수산물 유통 판매시설 1,918.2m2, 수산물 처리 가공시설 1,266.4m2, 도로 5,085.5m2 (합계 16,846.2m2)